# Arizonasaurus
Arizonasaurus був ктенозавром архозавром середнього тріасу (243 мільйони років тому). Аризоназавр знайдений у формації Моенкопі середнього тріасу на півночі Аризоні. Досить повний скелет був знайдений у 2002 році Стерлінгом Несбіттом. Таксон має велику парусну спину, утворену подовженими нервовими шипами хребців. Типовий вид, Arizonasaurus babbitti, був названий Семюелем Полом Уеллсом у 1947 році.

## Відкриття та найменування
Типовий вид, Arizonasaurus babbitti, був названий Семюелем Полом Уеллсом у 1947 році на основі кількох зубів і верхньої щелепи, позначених як зразок UCMP 36232. Досить повний скелет був знайдений у 2002 році Стерлінгом Несбіттом.

## Опис
Аризоназавр мав вітрило з високих нервових шипів. Це вітрило було подібне до вітрил інших базальних архозаврів, таких як інші ктенозаври, такі як Ctenosauriscus, Lotosaurus, Bromsgroveia, Hypselorhachis.

## Біогеографія
Аризоназавр походить із середньої тріасової формації Моенкопі на півночі Аризоні. Наявність попозавроїда в ранньому середньому тріасі свідчить про те, що розходження птахів і крокодилів відбулося раніше, ніж вважалося раніше. Ctenosauriscidae із середнього тріасу дозволяють розповсюдити тріасову фауну більш широко, тепер у Європі, Азії, Північній Америці та Африці. Тваринний світ моєнкопської формації є перехідним етапом між фаунами старшого і молодшого віку.